# Brigitte Zarfl

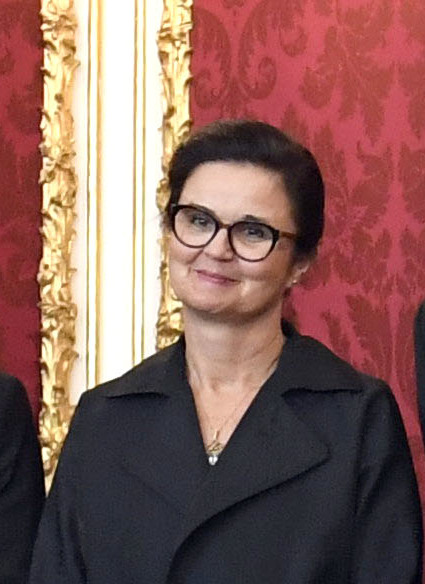
Brigitte Zarfl (2019)

Brigitte Zarfl (* 11. August 1962 in Krems an der Donau) ist eine österreichische Spitzenbeamtin. Vom 3. Juni 2019 bis zum 7. Jänner 2020 war sie Bundesministerin für Arbeit, Soziales, Gesundheit und Konsumentenschutz.

## Leben
Zarfl besuchte nach der Volksschule in Brunn im Felde ein Wirtschaftskundliches Bundesrealgymnasium für Mädchen, wo sie 1980 maturierte. Anschließend studierte sie einige Semester Lehramt Haushaltsökonomie und Ernährung sowie Chemie. Im Jahr 1987 absolvierte sie ein Studium irregulare der Ernährungswissenschaften und Lebensmitteltechnologie, danach promovierte sie 1996 an der Universität Wien zu ernährungsepidemiologischen Fragestellungen. Sie war Universitätsassistentin am Institut für Ernährungswissenschaften sowie wissenschaftliche Mitarbeiterin am Ludwig-Boltzmann-Institut für Stoffwechselerkrankungen und Ernährungen.
1997 wechselte sie unter Ministerin Eleonora Hostasch (SPÖ) ins Gesundheitsressort, wo sie im Kabinett der Ministerin als Referentin für allgemeines Gesundheitswesen tätig war. Ab 2004 war sie in der EU-Sozialpolitik aktiv und vertrat Österreich im EU-Sozialschutzausschuss. 2006 wurde sie Abteilungsleiterin, 2009 Gruppenleiterin und stellvertretende Sektionsleiterin im Sozialministerium. Mit 1. Mai 2015 wurde sie von Sozialminister Rudolf Hundstorfer (SPÖ) zur Leiterin der Präsidialsektion im Sozialministerium bestellt. In ihrer Funktion als Sektionschefin wurde sie im Jahr 2020 von Bundesminister Rudolf Anschober (Grüne) und im Jahr 2025 von Bundesminister Johannes Rauch (Grüne) verlängert.

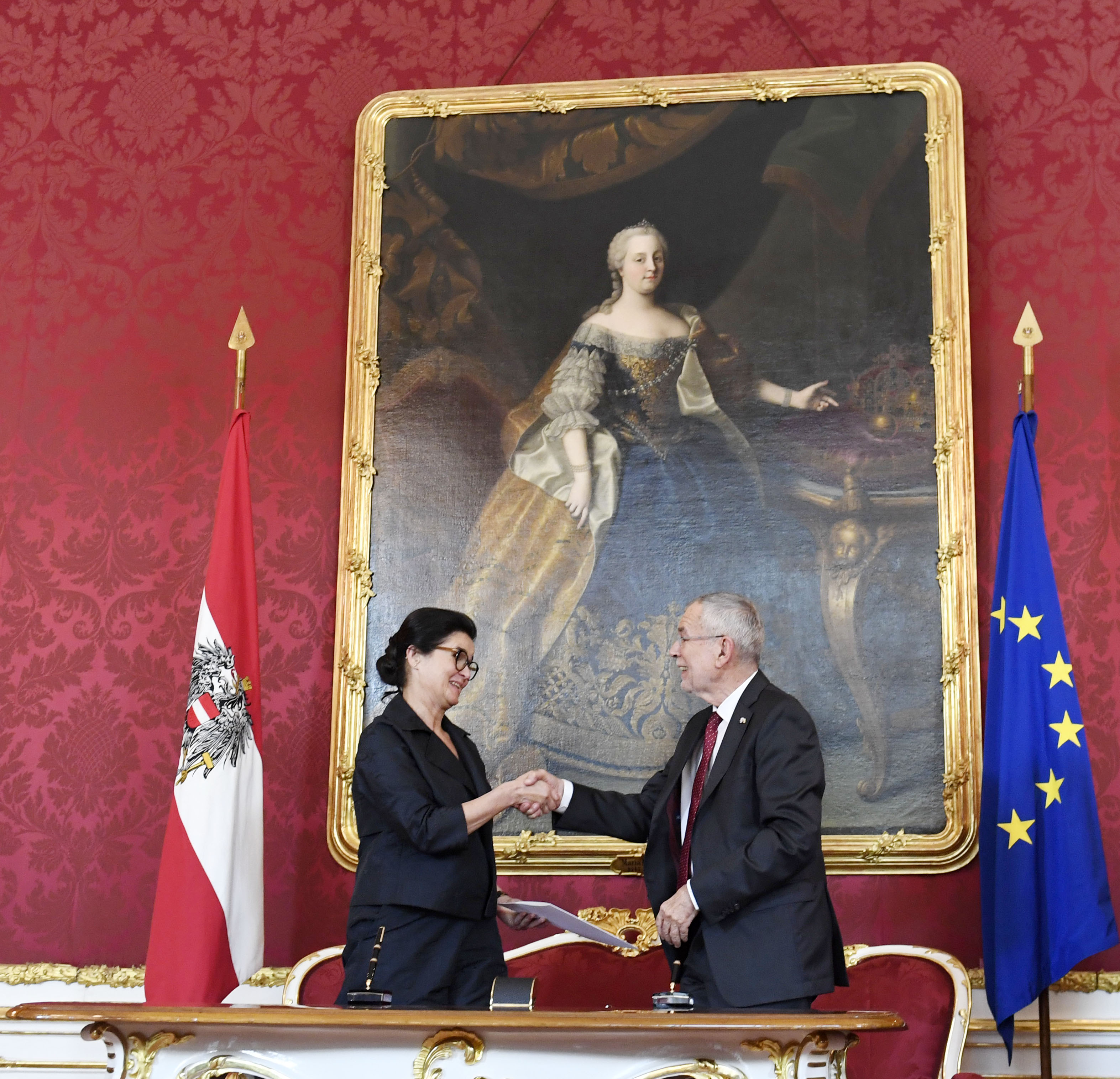
Brigitte Zarfl bei der Angelobung mit Bundespräsident Alexander Van der Bellen (2019)

Sie wurde am 3. Juni 2019 zur Bundesministerin für Arbeit, Soziales, Gesundheit und Konsumentenschutz in der Bundesregierung Bierlein ernannt. Nach Angelobung der Bundesregierung Kurz II im Jänner 2020 wurde sie wieder Leiterin der Präsidialsektion. Im Zuge der COVID-19-Pandemie wurde sie in die Coronavirus-Taskforce im Gesundheitsministerium berufen.
Zarfl ist Mutter zweier Töchter.

## Auszeichnungen
- 2023: Großes Goldenes Ehrenzeichen mit dem Stern für Verdienste um die Republik Österreich[12]